# Wspólnota administracyjna Schleife
Wspólnota administracyjna Schleife (niem. Verwaltungsgemeinschaft Schleife; górnołuż. Zarjadniski zwjazk Slepo) – wspólnota administracyjna w Niemczech, w kraju związkowym Saksonia, w okręgu administracyjnym Drezno, w powiecie Görlitz. Siedziba wspólnoty znajduje się w miejscowości Schleife.
Wspólnota administracyjna zrzesza trzy gminy wiejskie: 
- Groß Düben (Dźěwin)
- Schleife (Slepo)
- Trebendorf (Trjebin)